# Peritiba
Peritiba est une ville brésilienne de l'ouest de l'État de Santa Catarina.

## Géographie
Peritiba se situe par une latitude de 27° 22′ 23″ sud et par une longitude de 51° 54′ 14″ ouest, à une altitude de 450 mètres.
Sa population était de 2 988 habitants au recensement de 2010. La municipalité s'étend sur 96 km2.
Elle fait partie de la microrégion de Concórdia, dans la mésorégion Ouest de Santa Catarina.

## Villes voisines
Peritiba est voisine des municipalités (municípios) suivantes :
- Concórdia
- Ipira
- Alto Bela Vista